# Noah Hegge
Noah Hegge (Augsburg, 15 de março de 1999) é um canoísta alemão.

## Carreira
Hegge começou a praticar canoagem com Kanu Schwaben Augsburg em 2007, seguindo seus irmãos mais velhos no esporte. Em 2018, ele terminou seu aprendizado como chef pasteleiro e foi aceito no Sportfördergruppe der Bundeswehr, permitindo-lhe se comprometer com sua carreira no slalom.
ELe ganhou uma medalha de ouro no evento de equipe K1 no Campeonato Mundial de Canoagem Slalom da ICF de 2022 em Augsburg. Ele também ganhou uma medalha de bronze no evento de equipe K1 no Campeonato Europeu de 2022 em Liptovský Mikuláš. Ele ganhou três medalhas no evento de equipe K1 no Campeonato Mundial Júnior e Sub-23, com um ouro em 2017, uma prata em 2016 (ambos júnior) e um bronze em 2021 (Sub-23). Hegge também é bicampeão europeu na equipe K1, ganhando o ouro no Campeonato Europeu Sub-23 de 2020 em Cracóvia e no Campeonato Europeu Júnior de 2016 em Solkan. Ele terminou em 11º na classificação geral da Copa do Mundo em 2021. Hegge obteve seu melhor resultado no Campeonato Mundial sênior de 6º no evento de 2021, onde a Alemanha escalou todos os três atletas na final pela primeira vez desde 1995.
Nos Jogos Olímpicos de Verão de 2024, em Paris, conquistou a medalha de bronze na competição do caiaque cross masculino.